# Vegetační stupeň dle Zlatníka
Vegetační stupeň (dle Zlatníka) je jednotkou vegetační stupňovitosti vyjadřující rozdílnost bioty v závislosti na změně klimatu s nadmořskou výškou a na expozici. V pojetí prof. Aloise Zlatníka je vegetační stupeň nadstavbovou jednotkou geobiocenologického klasifikačního systému, který člení krajinu na základě modelu přírodního (potenciálního) stavu geobiocenóz. Alois Zlatník rozlišil pro území bývalého Československa 10 vegetačních stupňů, které nazval podle hlavního zastoupení či dominance významných dřevin přírodních lesních geobiocenóz (vyjma těch, které leží nad horní hranicí lesa). Jinak řečeno, názvy jsou odvozeny od původní dřevinné skladby dominantních druhů. Kromě území Česka a Slovenska lze Zlatníkovu vegetační stupňovitost aplikovat také na oblast střední Evropy.

## Přehled vegetačních stupňů
Prezentovaný seznam uvádí rozšíření vegetačních stupňů v Česku vč. charakteristik důležitých pro růst bioty:
| Vegetační stupeň    | Průměrná roční teplota (°C) | Malé vegetační období průměrná denní teplota nad 10 °C (dny) | Plocha v ČR (%) | Průměrná nadmořská výška v ČR ( m n. m.) |
| ------------------- | --------------------------- | ------------------------------------------------------------ | --------------- | ---------------------------------------- |
| 1. dubový           | přes 9                      | přes 170                                                     | 3,4             | 150–300                                  |
| 2. bukodubový       | 8,5                         | cca 165                                                      | 14,0            | 200–400                                  |
| 3. dubobukový       | 8                           | cca 155                                                      | 24,5            | 300–500                                  |
| 4. bukový           | 6,5                         | cca 145                                                      | 42,6            | 400–700                                  |
| 5. jedlobukový      | 5,5                         | cca 130                                                      | 12,9            | 600–1000                                 |
| 6. smrkojedlobukový | 4                           | cca 115                                                      | 2,1             | 550–1200                                 |
| 7. smrkový          | 2                           | cca 80                                                       | 0,4             | 1000–1350                                |
| 8. klečový          | 1                           | cca 50                                                       | 0,05            | nad 1250                                 |
| 9. alpínský         | -1                          | 0                                                            | 0               | -                                        |
| 10. subnivální      | -2,5                        | 0                                                            | 0               | -                                        |
| 11. nivální         | pod -3,5                    | 0                                                            | 0               | -                                        |

## Vegetační stupně v Česku
Na území Česka se vyskytuje pouze prvních 8 vegetačních stupňů. Alpínský vegetační stupeň se vyskytuje pouze fragmentárně v karech Krkonoš a Jeseníků a na vrcholech přesahujících 1500 m n. m. [zdroj?] Další dva stupně se nevyskytují vůbec.

| Vegetační stupně v Česku        | 3. dubobukový vegetační stupeň  | 5. jedlobukový vegetační stupeň      |
| 1. dubový vegetační stupeň      | kontinentální varianta 3. v. s. | 6. smrkojedlobukový vegetační stupeň |
| 2. bukodubový vegetační stupeň  | 4. bukový vegetační stupeň      | 7. smrkový vegetační stupeň          |
| kontinentální varianta 2. v. s. | kontinentální varianta 4. v. s. | 8. klečový vegetační stupeň          |

## Kontinentální varianta vegetačních stupňů
Alois Zlatník rozlišuje kromě základní vegetační stupňovitosti také její varianty, z nichž nejdůležitější je varianta kontinentální. Oblasti této kontinentální varianty se vyznačují zpravidla nižšími srážkami a vyšší kontinentalitou klimatu (větší rozdíly mezi minimálními a maximálními denními i ročními teplotami, nízké srážky v zimě, relativně vysoké v létě, pozdní mrazy). Tyto faktory ovlivňují druhové složení bioty, typickým příkladem je pak omezení až eliminaci buku, který je nahrazován duby, borovicemi, habry nebo lípami. Tyto kontinentální varianty jsou vylišovány pouze u 2., 3. a 4. vegetačního stupně. Ve vyšších stupních se z důvodu menší rozlohy a menšího projevu kontinentality tato varianta nerozlišuje.

## Odlišnosti vegetační stupňovitosti
Kontakty a sled vegetačních stupňů mohou být výrazně modifikovány zvláštnostmi mezoklimatu (např. föhnové efekty) i mikroklimatu (např. lokální inverze nebo vrcholový fenomén). Typickým projevem těchto klimatických zvláštností je inverze vegetační stupňovitosti v hlubokých říčních zářezech, ovlivněných hromaděním chladného vzduchu. Zejména v případech středních poloh toto vše vede ke vzájemnému promíchávání prvků různých vegetačních stupňů. Úspěšně se daří vymezovat vegetační stupňovitost základních zonálních biocenóz (společenstev), které se zákonitě mění v závislosti na nadmořské výšce a expozičním klimatu. Jsou to společenstva „normálních“ mezických podmínek (středně vlhké půdy, homogenní horniny, nepříliš členitý terén). Existují avšak i společenstva azonální, která nejsou vázána na určitou klimatickou vegetační zónu, ale jsou podmíněna především edafickými faktory (specifický reliéf, horninový substrát, zamokření apod.). Ale i v těchto společenstvech lze vegetační stupně odlišit. Tímto pojetím se geobiocenologický klasifikační systém výrazně liší od typologického systému ÚHÚL, kde např. soubory lesních typů borů jsou řazeny mimo vegetační stupně.